# Unterbierbach
Unterbierbach ist ein Gemeindeteil der Gemeinde Fraunberg im oberbayerischen Landkreis Erding.

## Lage
Das Dorf liegt rund sechs Kilometer südöstlich von Fraunberg.  